# Littératures précolombiennes
Les littératures précolombiennes désignent l'ensemble des littératures qui trouvent leur source dans les civilisations précolombiennes d'Amérique. La principale aire d'origine de ces œuvres littéraires est la Mésoamérique, avec en particulier les cultures Aztèques et Mayas qui disposaient de leur propre système d'écriture avant l'arrivée des conquistadors. Une abondante tradition orale existe également dans l'aire culturelle guaranie. Parmi les grandes œuvres de la littérature précolombienne, on peut citer le Popol Vuh, mythe fondateur de la culture maya-quiché.

## Historique et caractéristiques générales
La littérature précolombienne a deux sources principales : d'une part les œuvres des savants, qui avaient pour objet d'expliquer l'origine de l'homme, de l'Univers et de la culture, d'autre part les légendes populaires. Selon de nombreux spécialistes, la littérature précolombienne, aussi bien Maya qu'Aztèque, contient des œuvres de nature très variée (épique, narrative, lyrique, philosophique, historique ou tout simplement ludique). Cette littérature était aussi bien écrite qu'orale (l'invention de l'écriture en Mésoamérique daterait du premier millénaire de notre ère ou du premier millénaire avant notre ère).
La quasi-totalité des codex contenant des œuvres écrites ont été brulés lors de la conquête européenne, mais certains prêtres comme Bartolomé de Las Casas, Bernardinho de Sahagun, Diego Duran ou Francisco de Avila ont, avec des buts hétérogènes, recueilli les traditions orales des peuples indigènes avec lesquels ils étaient en contact.